# Olympische Sommerspiele 1900/Leichtathletik – 110 m Hürden (Männer)

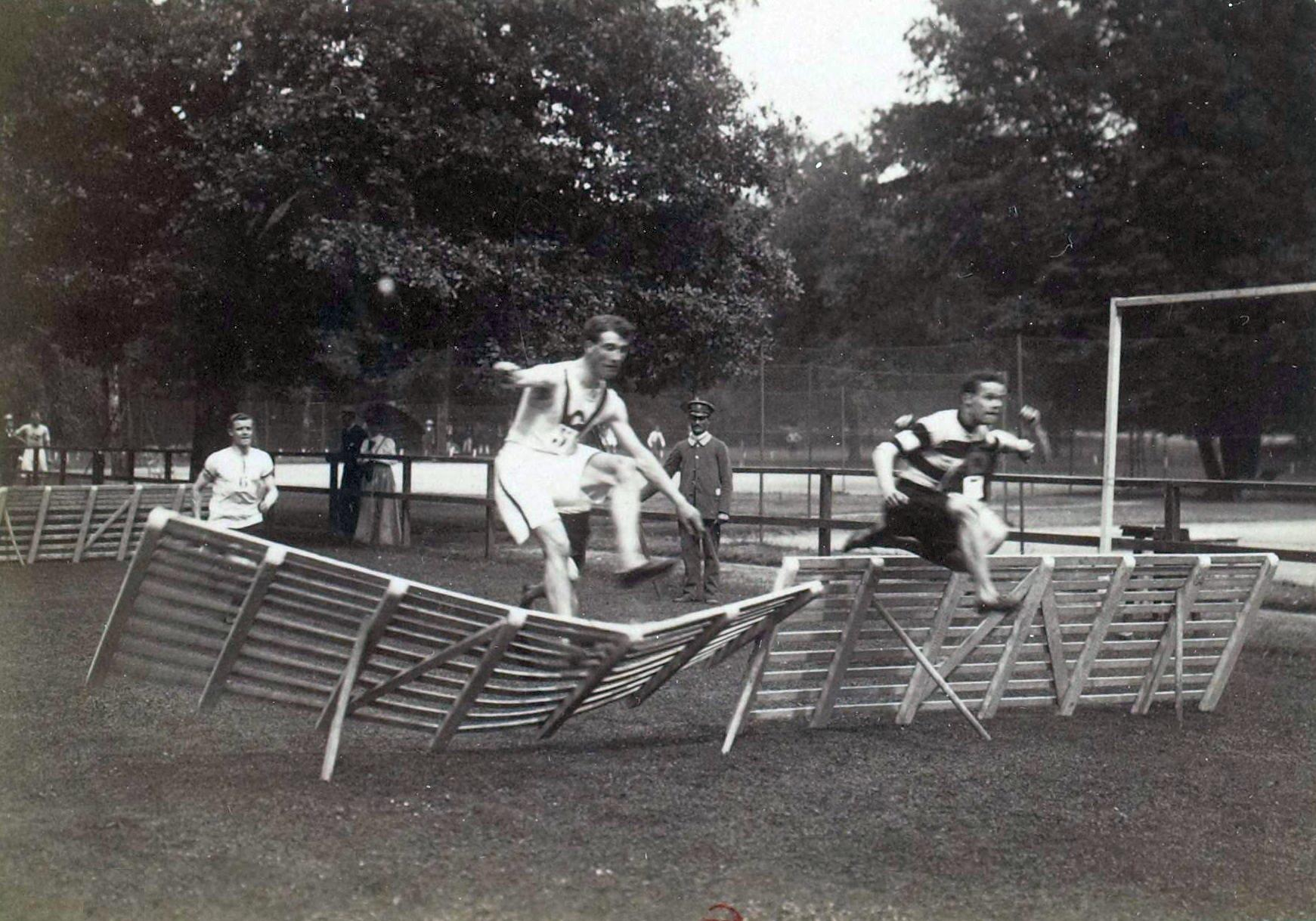
Szene aus einem Hürdenlauf bei den Olympischen Spielen von Paris

Der 110-Meter-Hürdenlauf der Männer bei den Olympischen Spielen 1900 in Paris wurde am 14. Juli 1900 im Croix Catelan entschieden. An ein und demselben Tag wurden drei Vor-, zwei Hoffnungsläufe und das Finale ausgetragen.
Die Medaillen teilten drei US-Amerikaner unter sich auf. Olympiasieger wurde Alvin Kraenzlein vor John McLean und Frederick Moloney.

## Rekorde
Der hier angegebene Weltrekord bezieht sich auf die metrische Strecke. Auf der vergleichbaren 120-Yards-Strecke waren zwar bereits deutlich bessere Zeiten erreicht worden, aber diese hat mit 109,728 Metern nicht ganz die erforderliche Länge für eine Rekordanerkennung, wobei Weltrekorde damals noch nicht offiziell geführt wurden. Am 18. Juni 1898 hatte Alvin Kraenzlein in Chicago auf der 120-Yards-Distanz 15,2 s erzielt.
| Weltrekord         | 15,8 s | Harry Morrell | Kanada | 1892                                           |
| Olympischer Rekord | 17,6 s | Thomas Curtis | USA    | Finale OS Athen (Griechenland), 10. April 1896 |

Folgende Rekorde wurden bei diesen Olympischen Spielen über 110 Meter Hürden gebrochen oder eingestellt:
| OR | 15,6 s | Alvin Kraenzlein | USA | 1. Vorlauf, 14. Juli |
| OR | 15,4 s | Alvin Kraenzlein | USA | Endlauf, 14. Juli    |

## Medaillen
Wie schon bei den I. Olympischen Spielen vier Jahre zuvor gab es jeweils eine Silbermedaille für den Sieger und Bronze für den zweitplatzierten Athleten. Der Sportler auf Rang drei erhielt keine Medaille.

## Ergebnisse

### Vorläufe
Es gab drei Vorläufe. Die Sieger – farbig unterlegt – qualifizierten sich direkt für das Finale, alle anderen bekamen noch einmal eine zweite Chance über zwei Hoffnungsläufe. Völlig unverständlich allerdings war die Einteilung dieser Vorläufe. In den ersten beiden Rennen waren jeweils vier Teilnehmer am Start, den dritten bestritt ein einziger Läufer im Alleingang. Um irgendwo eine gewisse Chancengleichheit zu erzeugen, wurden deshalb zusätzliche Hoffnungsläufe ins Programm genommen, an denen außer dem Franzosen Adolphe Klingelhoefer, der im zweiten Vorlauf nicht das Ziel erreicht hatte, alle unterlegenen Hürdensprinter teilnahmen.
Vorlauf 1
| Platz | Name              | Land       | Zeit      |    |
| ----- | ----------------- | ---------- | --------- | -- |
| 1     | Alvin Kraenzlein  | USA        | 15,6 s    | WR |
| 2     | Frederick Moloney | USA        | unbekannt |    |
| 3     | John McLean       | USA        | unbekannt |    |
| –     | Eugène Choisel    | Frankreich | DNF       |    |

Alvin Kraenzleins Vorsprung auf seine beiden Landsleute betrug drei bzw. fünf Yard. Eugène Choisel erreichte das Ziel nicht. Bei zur Megede ist als weiterer Teilnehmer dieses Rennens der Deutsche Richard Rau auf Platz fünf aufgeführt.
Vorlauf 2
| Platz | Name                  | Land       | Zeit      |
| ----- | --------------------- | ---------- | --------- |
| 1     | Norman Pritchard      | Indien     | 16,6 s    |
| 2     | William Remington     | USA        | unbekannt |
| 3     | William Lewis         | USA        | unbekannt |
| –     | Adolphe Klingelhoefer | Frankreich | DNF       |

William Remington folgte mit anderthalb Yards Rückstand auf den Sieger des Laufes, William Lewis mit großem Rückstand. Adolphe Klingelhoefer erreichte das Ziel nicht.
Vorlauf 3
| Platz | Name         | Land       | Zeit      |               |
| ----- | ------------ | ---------- | --------- | ------------- |
| 1     | Jean Lécuyer | Frankreich | unbekannt | im Alleingang |

### Hoffnungsläufe

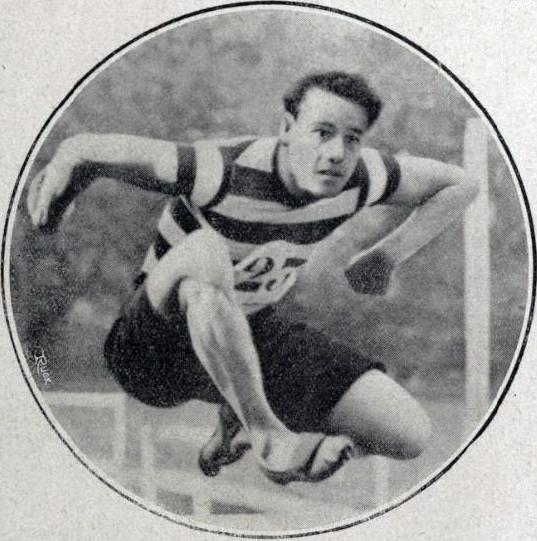
Eugène Choisel – ausgeschieden als Dritter des zweiten Hoffnungslaufs

Die beiden Sieger aus den Hoffnungsläufen – farbig unterlegt – komplettierten das Finale der jeweils Erstplatzierten aus den drei Vorläufen.
Hoffnungslauf 1
| Platz | Name              | Land       | Zeit      |
| ----- | ----------------- | ---------- | --------- |
| 1     | Frederick Moloney | USA        | 17,0 s    |
| 2     | William Lewis     | USA        | unbekannt |
| 3     | Eugène Choisel    | Frankreich | unbekannt |

Frederick Moloney hatte im Ziel einen Vorsprung von fünf Metern. Eugène Choisel wurde „guter Widerstand“ attestiert.
Hoffnungslauf 2
| Platz | Name              | Land | Zeit      |
| ----- | ----------------- | ---- | --------- |
| 1     | John McLean       | USA  | 17,0 s    |
| 2     | William Remington | USA  | unbekannt |

John McLean gewann den Lauf deutlich.

### Finale
| Platz | Name              | Land       | Zeit      |           |
| ----- | ----------------- | ---------- | --------- | --------- |
| 1     | Alvin Kraenzlein  | USA        | 15,4 s    | WR        |
| 2     | John McLean       | USA        | 15,6 s    | geschätzt |
| 3     | Frederick Moloney | USA        | unbekannt |           |
| 4     | Jean Lécuyer      | Frankreich | unbekannt |           |
| –     | Norman Pritchard  | Indien     | DNF       |           |

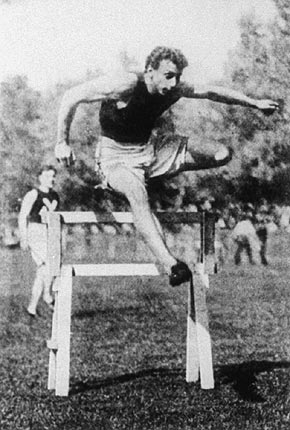
Olympiasieger Alvin Kraenzlein

John McLean beging im Finale einen offensichtlichen Fehlstart, was der unerfahrene französische Starter jedoch nicht ahndete. So hatte er zunächst fünf Yards Vorsprung, die Alvin Kraenzlein allerdings bis zur achten Hürde aufholte. Dieser baute seinen Vorsprung bis ins Ziel noch auf drei Yards aus. Auch Frederick Moloney kam noch sehr dicht an McLean heran, wurde jedoch um einen Fuß geschlagen. Norman Pritchard kam nicht ins Ziel.
Die Angaben zu den in Yards bzw. Fuß angegebenen Rückständen sind den Angaben von SportsReference entnommen. Die geschätzte Zeitangabe für den zweitplatzierten McLean ist in der Literatur von zur Megede benannt. In der letztgenannten Quelle gibt es noch zwei Abweichungen zu den hier aufgelisteten Resultaten: (1) Pritchard wird im Finale auf Platz fünf geführt. (2) Für den Olympiavierten Lécuyer wird als Vorname „A.“ genannt.
Der Sieger Alvin Kraenzlein war ein Ausnahmeathlet seiner Zeit. Er gewann bei diesen Spielen insgesamt vier Goldmedaillen innerhalb von drei Tagen. Dabei stellte er in zwei Disziplinen vier Weltrekorde auf bzw. ein und in zwei weiteren Disziplinen erzielte er drei olympische Rekorde.

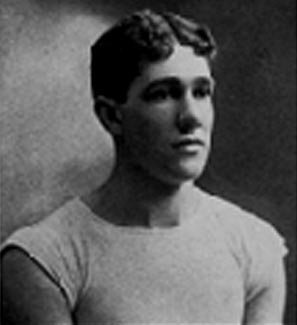
Der Olympiazweite John McLean
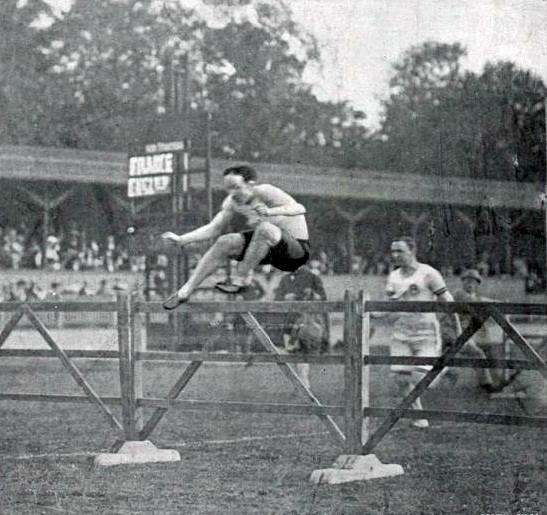
Rang vier für Jean Lécuyer